# فرانك جي. بينو
فرانك جي. بينو هو سياسي أمريكي، ولد في 5 يونيو 1909، وتوفي في 10 نوفمبر 2007. نشط حزبياً في الحزب الديمقراطي. وقد انتخب عضو جمعية ولاية نيويورك ‏ وانتخب عضو مجلس ولاية نيويورك ‏.